# Gymnoclasiopa aurivillii
Gymnoclasiopa aurivillii är en tvåvingeart som först beskrevs av Becker 1896.  Gymnoclasiopa aurivillii ingår i släktet Gymnoclasiopa, och familjen vattenflugor. Arten är reproducerande i Sverige.